# Theristus aculeatus
Theristus aculeatus är en rundmaskart. Theristus aculeatus ingår i släktet Theristus, och familjen Monhysteridae. Arten är reproducerande i Sverige.